# Abella Danger
Abella Danger (Miami, Florida; 19 de noviembre de 1995) es una actriz pornográfica y modelo erótica estadounidense.

## Biografía
Danger nació en la ciudad de Miami (Florida) en noviembre de 1995, en el seno de una familia judía de origen ucraniano. Comenzó a practicar ballet a los tres años.

## Carrera
Abella hizo su primera escena pornográfica a los dieciocho años de edad para el sitio web Bang Bros en julio de 2014. Se mudó a Los Ángeles después de filmar ocho escenas.
En 2015 protagonizó junto a Abigail Mac y Peta Jensen la película porno True Detective: A XXX Parody, que homenajeaba en clave de parodia la serie de HBO True Detective.
Fue elegida Treat of the Month para julio de 2016 por el portal Twistys. En mismo año se alzó con los Premios AVN y XBIZ en la categoría de Mejor actriz revelación.
En 2019, Danger fue elegida para protagonizar la película para adultos Her & Him, donde la actriz Bella Thorne hizo su debut como directora. El cortometraje fue producido por Pornhub, y supuso la tercera película de la serie Visionaries Director's Club de la compañía. También aparece en la segunda película de la serie, I Love You.
Danger contribuyó con su voz y apareció en el videoclip de la canción 911, del productor israelí de Electronic dance music y el DJ Borgore, de su segundo álbum de estudio, The Art of Gore.
En febrero de 2021, Danger protagonizó el video musical de Thorne para Shake It, en el que aparecían los dos participando en una actividad sexual simulada que llevó a que el video fuera eliminado de YouTube poco después de su estreno.La aparición se señaló como una continuación de una colaboración mutuamente beneficiosa entre los dos, lo que le proporcionó a Thorne legitimidad en la comunidad de entretenimiento para adultos y le brindó a Danger una exposición más amplia en la corriente principal.
En 2022, Danger posó con la actriz Denise Richards para recrear una escena de la película Wild Things (1998), que Danger inició después de enterarse de que Richards se había unido a OnlyFans. El 7 de enero de 2023, Danger copresentó los Premios AVN con Reya Sunshine, lo que marcó el regreso del programa a una audiencia en vivo por primera vez desde 2020.
En 2023, Danger fue considerada la "Artista femenina más popular" en los quintos premios anuales Pornhub.
Hasta la actualidad, ha rodado más de 1500 películas.

## Vida personal
Danger mantuvo una relación con la cantante Gaby Guerrero (Gaby G) y apareció en su videoclip City on Fire, donde interpretaba a un personaje que atraía a la cantante al lado oscuro de Los Ángeles.

## Premios y nominaciones
| Año  | Ceremonia    | Resultado | Premio                                               | Trabajo                             |
| ---- | ------------ | --------- | ---------------------------------------------------- | ----------------------------------- |
| 2015 | Premios AVN  | Nominada  | Premio fan: Actriz revelación más destacada          | —                                   |
| 2016 | Premios AVN  | Ganadora  | Mejor actriz revelación                              | —                                   |
| 2016 | Premios AVN  | Nominada  | Mejor escena de sexo lésbico                         | All Access: Abella Danger           |
| 2016 | Premios AVN  | Nominada  | Mejor escena POV de sexo                             | Manuel's Fucking POV 4              |
| 2016 | Premios AVN  | Ganadora  | Premio fan: Actriz revelación más caliente           | —                                   |
| 2016 | Premios AVN  | Nominada  | Premio fan: Mejor estrella mediática                 | —                                   |
| 2016 | Premios AVN  | Nominada  | Premio fan: Culo más épico                           | —                                   |
| 2016 | Premios AVN  | Nominada  | Mejor escena de sexo en grupo                        | Manuel Ferrara's Reverse Gangbang 3 |
| 2016 | Premios AVN  | Nominada  | Mejor escena de trío H-M-H                           | 'Big Round Asses                    |
| 2016 | Premios AVN  | Nominada  | Mejor escena de trío M-H-M                           | Oil Overload 13                     |
| 2016 | Premios XBIZ | Ganadora  | Mejor actriz revelación                              | —                                   |
| 2016 | Premios XBIZ | Nominada  | Mejor actriz en película parodia                     | Sleeping With Danger                |
| 2016 | Premios XBIZ | Nominada  | Mejor escena de sexo en película lésbica             | Big Booty Tryouts                   |
| 2016 | Premios XRCO | Ganadora  | Mejor actriz revelación                              | —                                   |
| 2017 | Premios AVN  | Nominada  | Artista femenina del año                             | —                                   |
| 2017 | Premios AVN  | Ganadora  | Mejor escena de doble penetración                    | Abella                              |
| 2017 | Premios AVN  | Nominada  | Mejor escena de sexo anal                            | Abella                              |
| 2017 | Premios AVN  | Ganadora  | Mejor escena de sexo en realidad virtual             | Angel'n Danger                      |
| 2017 | Premios XBIZ | Nominada  | Artista femenina del año                             | —                                   |
| 2017 | Premios XBIZ | Nominada  | Mejor escena de sexo en película lésbica             | #Fuckgirls                          |
| 2017 | Premios XBIZ | Nominada  | Mejor escena de sexo en película gonzo               | Abella                              |
| 2017 | Premios XBIZ | Nominada  | Mejor escena de sexo en película protagonista        | DNA                                 |
| 2018 | Premios AVN  | Nominada  | Artista femenina del año                             | —                                   |
| 2018 | Premios AVN  | Nominada  | Mejor actriz                                         | The Obsession                       |
| 2018 | Premios AVN  | Nominada  | Mejor escena de sexo en grupo                        | Young & Beautiful 3                 |
| 2018 | Premios AVN  | Nominada  | Mejor escena de sexo lésbico en grupo                | Jessica Drake is Wicked             |
| 2018 | Premios AVN  | Nominada  | Mejor escena de sexo anal                            | Curvy Girls 3                       |
| 2018 | Premios AVN  | Nominada  | Mejor escena de trío M-H-M                           | Exposed                             |
| 2018 | Premios AVN  | Nominada  | Mejor escena escandalosa de sexo                     | Psychotic Behavior                  |
| 2018 | Premios AVN  | Nominada  | Premio fan: Artista femenina favorita                | —                                   |
| 2018 | Premios AVN  | Nominada  | Premio fan: Culo más épico                           | —                                   |
| 2018 | Premios AVN  | Nominada  | Premio fan: Estrella mediática                       | —                                   |
| 2018 | Premios XBIZ | Nominada  | Artista femenina del año                             | —                                   |
| 2018 | Premios XBIZ | Ganadora  | Mejor escena de sexo en película gonzo               | Fucking Flexible 2                  |
| 2018 | Premios XBIZ | Nominada  | Mejor escena de sexo en película de todo sexo        | The XXX Rub Down 2                  |
| 2018 | Premios XBIZ | Nominada  | Mejor escena de sexo en película vignette            | Psychotic Behavior                  |
| 2018 | Premios XBIZ | Ganadora  | Mejor escena de sexo en película parodia             | Jews Love Black Cock                |
| 2019 | Premios AVN  | Nominada  | Aparición mainstream del año                         | —                                   |
| 2019 | Premios AVN  | Nominada  | Artista femenina del año                             | —                                   |
| 2019 | Premios AVN  | Nominada  | Mejor escena de doble penetración                    | Pornstar Workout 3                  |
| 2019 | Premios AVN  | Nominada  | Mejor escena de sexo anal                            | Sun-Lit 3                           |
| 2019 | Premios AVN  | Ganadora  | Mejor escena de sexo en grupo                        | After Dark                          |
| 2019 | Premios AVN  | Nominada  | Mejor escena de sexo en grupo                        | Cinedoe - College Reunion Part 2    |
| 2019 | Premios AVN  | Nominada  | Mejor escena de trío M-H-M                           | Love Drunk                          |
| 2019 | Premios AVN  | Nominada  | Premio fan: Artista femenina favorita                | —                                   |
| 2019 | Premios AVN  | Ganadora  | Premio fan: Culo más épico                           | —                                   |
| 2019 | Premios XBIZ | Nominada  | Artista femenina del año                             | —                                   |
| 2019 | Premios XBIZ | Nominada  | Mejor actriz protagonista                            | Paparazzi                           |
| 2019 | Premios XBIZ | Nominada  | Mejor escena de sexo en película protagonista        | Paparazzi                           |
| 2019 | Premios XBIZ | Nominada  | Mejor escena de sexo en película gonzo               | Anal Fitness Sluts                  |
| 2019 | Premios XBIZ | Nominada  | Mejor escena de sexo en realidad virtual             | Lingerie Lovers                     |
| 2019 | Premios XBIZ | Nominada  | Mejor escena de sexo en realidad virtual             | Mana Addiction: Joanni Lightheart   |
| 2020 | Premios AVN  | Nominada  | Aparición mainstream del año                         | —                                   |
| 2020 | Premios AVN  | Nominada  | Artista femenina del año                             | —                                   |
| 2020 | Premios AVN  | Nominada  | Mejor actriz en mediometraje                         | Her & Him                           |
| 2020 | Premios AVN  | Nominada  | Mejor escena de sexo lésbico                         | Lesbian Encounters                  |
| 2020 | Premios AVN  | Nominada  | Mejor escena de sexo lésbico en grupo                | Wash and Dry Her                    |
| 2020 | Premios AVN  | Nominada  | Mejor escena de doble penetración                    | Performers of the Year 2019         |
| 2020 | Premios XBIZ | Nominada  | Artista femenina del año                             | —                                   |
| 2020 | Premios XBIZ | Nominada  | Mejor escena de sexo en película lésbica             | Holding Out & Giving In             |
| 2020 | Premios XBIZ | Ganadora  | Mejor escena de sexo en película de temática erótica | Her & Him                           |
| 2020 | Premios XBIZ | Nominada  | Mejor escena de sexo en película de todo sexo        | Bound for Sex 3                     |
| 2020 | Premios XBIZ | Nominada  | Mejor escena de sexo en película de todo sexo        | The Invitation                      |
| 2021 | Premios AVN  | Nominada  | Artista femenina del año                             | —                                   |
| 2021 | Premios AVN  | Nominada  | Mejor escena de sexo anal                            | Ass Worship 17                      |
| 2021 | Premios XBIZ | Nominada  | Artista femenina del año                             | —                                   |
| 2022 | Premios AVN  | Nominada  | Aparición mainstream del año                         | —                                   |
| 2022 | Premios XBIZ | Nominada  | Artista femenina del año                             | —                                   |
| 2022 | Premios XBIZ | Nominada  | Estrella mediática del año                           | —                                   |
| 2023 | Premios XBIZ | Nominada  | Estrella mediática del año                           | —                                   |
| 2024 | Premios XBIZ | Nominada  | Estrella mediática del año                           | —                                   |